# Румянцева, Александра Ивановна
Александра Ивановна Румянцева (31 мая 1913 — 10 февраля 1996) — передовик советского сельскохозяйственного машиностроения, доводчица Ногинского завода топливной аппаратуры Министерства тракторного и сельскохозяйственного машиностроения СССР, Московская область, Герой Социалистического Труда (1966).

## Биография
Родилась в 1913 году в деревне Люткино в Тверской губернии в русской крестьянской семье. Свою трудовую деятельность начала воспитательницей детей в яслях. В середине 1930-х годов приехала к сестре в город Ногинск, где трудоустроилась в цех грампластинок, будущий завод топливной арматуры.
В самом начале Великой Отечественной войны вместе с заводом была эвакуирована в город Омск, где стала работать прессовщицей на взрывательном заводе Наркомата боеприпасов СССР. Приходилось работать в две смены, чтобы обеспечить непрерывный выпуск продукции необходимой для фронта. За свою трудовую деятельность в военное время удостоена ордена Знак Почёта.
После окончания войны возвратилась в Ногинск и продолжила работать на заводе. Предприятие перешло на выпуск мирной продукции - топливных насосов для сельскохозяйственной техники. Из прессовщиц она перешла на хонингование - предварительную и окончательную доводку. Одна из самых точных операций. Из 380 втулок, которые необходимо было сделать в смену, Александра Ивановна производила до 600 штук самого высокого качества. Румянцева освоила все шесть операций прецизионного цеха. План седьмой пятилетки она выполнила за четыре года.
За особые заслуги в выполнении заданий семилетнего плана и достижение высоких производственных показателей, Указом Президиума Верховного Совета СССР от 5 августа 1966 года Александре Ивановне Румянцевой было присвоено звание Героя Социалистического Труда с вручением ордена Ленина и золотой медали «Серп и Молот».
В дальнейшем продолжала трудовую деятельность, постоянно вела наставническую работу. Воспитала 16 доводчиц, которые продолжили выпуск высококачественной продукции. С 1968 года являлась персональным пенсионером всесоюзного значения.
Проживала в городе Ногинске Московской области. Умерла 10 февраля 1996 года.

## Награды
За трудовые успехи удостоена:
- золотая звезда «Серп и Молот» (05.08.1966),
- орден Ленина (05.08.1966),
- Орден Знак Почёта (04.05.1945),
- Медаль «За трудовую доблесть»,
- другие медали.